# Federico Dimarco
Federico Dimarco (ur. 10 listopada 1997 w Mediolanie) – włoski piłkarz, występujący na pozycji obrońcy we włoskim klubie Inter Mediolan, którego jest wychowankiem oraz w reprezentacji Włoch. 
W trakcie swojej kariery grał także w takich zespołach, jak Ascoli, Empoli, Sion, Parma oraz Hellas Verona.

## Sukcesy

### Inter Mediolan
- Puchar Włoch: 2021/2022, 2022/2023
- Superpuchar Włoch: 2021, 2022, 2023

### Wyróżnienia
- Drużyna sezonu Ligi Mistrzów UEFA: 2022/2023[2]